# Isonoe (Mond)
Isonoe (auch Jupiter XXVI) ist einer der kleineren äußeren Monde des Planeten Jupiter.

## Entdeckung
Isonoe wurde am 23. November 2000 von Astronomen der Universität Hawaii entdeckt. Er erhielt zunächst die vorläufige Bezeichnung S/2000 J 6.
Benannt wurde der Mond nach Isonoe, einer der Danaiden und Geliebten des Zeus aus der griechischen Mythologie. 

## Bahndaten
Isonoe umkreist Jupiter in einem mittleren Abstand von 23.155.000 km in 725 Tagen und 12 Stunden. Die Bahn weist eine  Exzentrizität von 0,246 auf. Mit einer Neigung von 165,2° ist die Bahn retrograd, d. h., der Mond bewegt sich entgegen der Rotationsrichtung des Jupiter um den Planeten. 
Aufgrund ihrer Bahneigenschaften wird Isonoe der Carme-Gruppe, benannt nach dem Jupitermond  Carme, zugeordnet.

## Physikalische Daten
Isonoe  besitzt einen Durchmesser von etwa 4 km. Er ist vermutlich überwiegend aus silikatischem Gestein aufgebaut.
Isonoe weist eine sehr dunkle Oberfläche auf mit einer Albedo von 0,04, d. h., nur 4 % des eingestrahlten Sonnenlichts werden reflektiert. Seine scheinbare Helligkeit beträgt 22,5m.